# Jerzy Mierzejewski
Jerzy Mierzejewski (né le 13 juillet 1917 à Cracovie et mort le 14 juin 2012  à Varsovie) est un peintre polonais.

## Biographie
En 1937, Jerzy Mierzejewski obtient le bac au Lycée Stanisław Staszic de Varsovie. Diplômé de l'Académie des beaux-arts de Varsovie (en 1956, bien qu'il ait débuté en 1937). Fondateur et pédagogue de la célèbre École nationale de cinéma de Łódź, il y enseigne entre 1963 et 1968. Doyen conférencier de la Faculté de la Cinématographie à partir de 1968, il sera vice-recteur de l'université entre 1974 et 1975. Il est scénariste de plusieurs courts-métrages et acteur.

## Filmographie
- 1991: Les Cavaliers de l'orage - Père de Marie Castaing

## Récompenses et distinctions
- Médaille du Mérite culturel polonais Gloria Artis en 2006
- Croix de Chevalier dans l'Ordre Polonia Restituta
- Docteur honoris causa de l'École nationale de cinéma de Łódź
- Grenouille d'or au festival Camerimage de 1997 pour sa contribution au développement de l'art cinématographique polonais.
- Prix Jan Cybis en 1997
- Rafael Lewandowski réalise en 2008 un documentaire[2] retraçant L'Art du silence selon Jerzy Mierzejewski.